# Stadtforum Berlin
Das Stadtforum Berlin ist eine in unregelmäßigen Abständen stattfindende Tagung zur Stadtentwicklung von Berlin.

## Geschichte

### 1991–1996
Das Stadtforum Berlin entstand 1991 aus der Notwendigkeit heraus, sehr schnell zu einer Gesamtplanung für die Stadt zu kommen. Sowohl Ost- als auch West-Berlin hatten beide ihre eigene Pläne entwickelt, die nach dem Fall der Mauer über Nacht hinfällig geworden waren. Bereits im September 1990 veranstalteten der Deutsche Werkbund Berlin gemeinsam mit den evangelischen Akademien Ost- und West-Berlin ein ganztägiges öffentliches Symposium in der französischen Kirche, das sich der Frage widmete, wie die anstehenden Planungen eine demokratische Einbeziehung der unterschiedlichen Interessen gewährleisten könnten.
Auf dieser Tagung schlug Helga Fassbinder, Professorin für Stadtplanung und Urban Management in Eindhoven und Hamburg, ein stadtweites öffentliches Forum vor, das durch eine konsensorientierte Diskussion Lösungsansätze formuliert, die den politisch Verantwortlichen als Empfehlung präsentiert werden können.
Der damalige Senator für Stadtentwicklung und Umweltschutz Volker Hassemer griff diesen Vorschlag auf und institutionalisierte das Stadtforum als einen seinem Ressort beigeordneten Rat. Dieses Gremium bestand aus 60 festen Mitgliedern, die in sogenannten „Bänken“ fachlich zusammengefasst wurden, besetzt mit Persönlichkeiten aus allen wesentlichen Gruppierungen in der Stadt sowie mit Vertretern der verschiedenen, bei der Stadtentwicklung mitwirkenden Fachdisziplinen. Vorbereitet und ausgewertet wurden die Sitzungen von einer Lenkungsgruppe aus einer kleinen Gruppe von Fachleuten aus unterschiedlichen Erfahrungsbereichen und mit unterschiedlichen Planungsauffassungen, unterstützt durch ein Sekretariat.
Die Sitzungen des Stadtforums fanden in den ersten drei Jahren in sehr kurzen Abständen statt: 14-täglich an Freitagnachmittagen und Samstagvormittagen, später wurde der Turnus monatlich. Die Sitzungen waren öffentlich und wurden im Schnitt von 250 Zuhörern besucht. Als Einstieg und zur Auffächerung der wichtigsten Positionen eines Themas dienten eine vorbereitende Textsammlung und jeweils kurze Beiträge namhafter Referenten. Die Themen der Sitzungen reichten von der Dimension der Regional- und Stadtentwicklung bis zum Projektmaßstab und rekurrierten sowohl auf grundlegende wie auch auf tagespolitische Fragen. Behandelt wurden unter anderem das Leitbild der Berliner Stadtentwicklung, die Perspektiven des neuen Flächennutzungsplans, die Erneuerung der Innenstadtgebiete im Ostteil, der Umgang mit den Plattenbausiedlungen, die Hauptstadtplanung, Aspekte kommerzieller Investorenprojekte, die Verkehrsführung und die Gestaltung des öffentlichen Raumes.
In der beschriebenen Weise hat das Stadtforum Berlin von 1991 bis 1996 gearbeitet. Es zog im In- und Ausland große Aufmerksamkeit von Planern und Kommunalpolitikern auf sich. Ihm wurde Modellcharakter einer neuen Form kommunikativer, öffentlicher Planung zugemessen. Das Stadtforum verstand sich auch selbst in diesem Sinne als Pionier der Entwicklung eines neuen, zeitgemäßen Planungsverfahrens, bei dem Stadtplanung und Stadtentwicklung zur Aufgabe direkter gesellschaftlicher  Kooperation wird. Periodisch wurde die eigene Vorgehensweise unter methodischen Gesichtspunkten diskutiert. Die Ergebnisse wurden publiziert in der vom Stadtforum selbst herausgegebenen Zeitschrift wie auch in zahlreichen Fachpublikationen von Helga Fassbinder, die als Mitglied der Lenkungsgruppe die Entwicklung des Stadtforums erläuterte und evaluierte. Das Stadtforum fand Nachfolge in diversen europäischen Städten, wo (zeitweilig) ebenfalls Stadtforen eingerichtet wurden (unter anderem Jyväskylä, Hannover, Amsterdam). Planungsforen/Stadtforen als eine effiziente, zeit- und kostensparende Form der Vorbereitung und Begleitung von Plänen gehören seither mit zum Instrumentarium einer modernen Stadtplanung.

### Nach 1996
Nach 1996 wurde das Stadtforum unter dem Nachfolger von Volker Hassemer, Peter Strieder, in seinem Charakter verändert. Es sollte zunächst abgeschafft werden, wurde aber dann aufgrund großer allseitiger Proteste, auch aus der eigenen Senatsverwaltung, doch weitergeführt. Allerdings wurde es nur noch in großen Abständen zusammengerufen und weitgehend reduziert auf die von üblichen Tagungen und Colloquien bekannte Form von Vorträgen und Sachstandsberichten aus der Planungsverwaltung.
Erst nach einem erneuten Wechsel im Senatorenamt, unter Ingeborg Junge-Reyer, erhielt das Stadtforum Ende 2004 wieder Ansätze seines ursprünglichen Konzepts zurück und wurde wiederum – wenn auch in weit geringerer Frequenz – zu einem Forum der Diskussion, wenn auch nicht einem, in dem strukturell die Exponenten der verschiedenen gesellschaftlichen Gruppierungen und der verschiedenen Fachdisziplinen miteinander um Lösungen ringen.